# Kościół Podwyższenia Krzyża Świętego w Goworowie
Kościół Podwyższenia Krzyża Świętego – rzymskokatolicki kościół parafialny należący do dekanatu Różan diecezji łomżyńskiej.

## Historia
Jest to świątynia neogotycka, wybudowana w latach 1880-87 według projektu architekta Feliksa Nowickiego. We wnętrzu znajduje się polichromia wykonana w latach 1930-35 przez Władysława Drapiewskiego. 
Kościół został ufundowany przez rodziny Glinków ze Szczawina i Marchwickich z Brzeźna. Nakryte sklepieniem krzyżowym wnętrze jest podzielone filarami arkadowymi na 3 nawy. W ołtarzach bocznych są umieszczone obrazy namalowane przez Wojciecha Gersona, natomiast w kaplicy Glinków zostało umieszczone marmurowe popiersie i epitafium Mikołaja Glinki - właściciela Szczawina. W świątyni zostali upamiętnieni także inni okoliczni właściciele ziemscy.